# 三疊藻食屬
龍糞三疊藻食甲蟲（Triamyxa coprolithica）是鞘翅目藻食亞目下的一種昆蟲，生活在距今2.3億年前的晚三疊紀。由研究團隊在奧波萊西里龍的糞便化石中發現而得名。該物種現今已滅絕。

## 發現
龍糞三疊藻食甲蟲是在波蘭奧波萊省出土的一塊糞化石中所發現。出土化石的岩層屬於晚三疊紀卡尼期岩床。這塊糞便化石長21毫米、直徑17毫米，可能是由奧波萊西里龍的糞便所形成。研究團隊利用同步加速顯微斷層掃描儀（Synchrotron microtomography）掃描糞化石、並建立內部3D影像後，在內部發現數種昆蟲遺骸，其中2個遺骸幾乎是完整的。經比對大小及形態後，研究團隊將這2個完整遺骸與其他數個破碎遺骸，推定屬於同一個全新的物種，並將這個新物種命名為龍糞三疊藻食甲蟲（Triamyxa coprolithica） 。目前這個糞化石存放於波蘭科學院古生物學研究所；保存最完整的遺骸則被指定為龍糞三疊藻食甲蟲的正模式標本。
由於龍糞三疊藻食甲蟲在形態上與其他藻食亞目的昆蟲存在極大差異，因此被分類於新發表的三疊藻食科（學名：Triamyxidae）及三疊藻食屬，屬單型種。
龍糞三疊藻食甲蟲於2021年6月由瑞典、台灣、捷克、德國與墨西哥的團隊共同在《當代生物學》（Current Biology）期刊發表。